# 张文收
张文收（？—？），贝州武城县（今河北省衡水市故城县）人，唐代音乐家。

## 家世
出身清河张氏，北魏太山太守张岱，自河内徙清河。张岱六世孙张幸，北魏青州刺史、平陆侯。生张準之，东青州刺史，袭侯。张準之生张灵真。张灵真生张彝，隋末徙魏州昌乐。
- 高祖：张彝，字庆宾，后魏光禄大夫、侍中、平陆孝侯。
- 曾祖：张始均，字孝衡，尚书郎。
- 祖父：张宴之，字熙德，北齐北徐州刺史、恭公。生谒者大夫张虔威、阳城令张虔雄。
- 父亲：张虔威，字元敬，隋谒者大夫摄江都赞治。生张元爽、张文收、张文璹。
- 叔父：张虔雄，隋寿春、阳城令。生张文禧、张文琮、张文瓘。

## 生平
隋内史舍人张虔威子。早年为协律郎。精通音乐。一日與李淳風同皇帝出遊，有狂風從南面迎來，李淳風認為在南面五里處一定有人在哭，张文收則認為那裡有音樂聲。後來果然有一送葬儀隊經過。永徽五年（654年）曾官太常丞。咸亨元年，迁太子率更令，卒於任上。著《新乐书》十余篇。

## 子孙
- 子：张询古，吏部侍郎。
  - 孙：张谈，考功郎中。
- 子：张询孝，太常少卿。
  - 孙：张伟，字子仪，太常少卿询孝之季子。解褐左监门执戟，调补右金吾卫兵曹。恩令除岐王府主簿，寻引为友。情思侍膳，表元罢官。优制嘉之，仍拜太子左赞善大夫。温清竭力，复转尚乘奉御。虽行仁有誉，而福善无徵。春秋卅有七，以开元四年七月十四日卒於大宁里第。即其年八月六日窆於万年县白鹿原，礼也。妻陇西李氏。太常府君情伤六极，痛结九泉，式纪贞芬，庶防陵谷。
    - 曾孙：张缣，遂州刺史。
- 女：张氏，开州刺史郑䜣妻。